# جوزيبي كاتانيو
جوزيبي كاتانيو (بالإيطالية: Giuseppe Cattaneo)‏ (9 فبراير 1946 إيطاليا - ) هو لاعب كرة قدم إيطالي. لعب 125 مباراة وسجل 14 هدف.

## مسيرته

### مسيرته مع الأندية
- 1965 - 1973 لعب مع نادي كومو 53 مباراة سجل خلالها هدفين.
- 1969 - 1970 لعب مع أتالانتا 21 مباراة سجل خلالها 5 أهداف.
- 1971 - 1972 لعب مع نادي تشيزينا 16 مباراة سجل خلالها هدف.
- 1973 - 1975 لعب مع نادي كياسو 35 مباراة سجل خلالها 6 أهداف.